# Maupertus-sur-Mer
 Maupertus-sur-Mer  es una población y comuna francesa, situada en la región de Baja Normandía, departamento de Mancha, en el distrito de Cherbourg-Octeville y cantón de Saint-Pierre-Église.

## Demografía
| 120 | 107 | 154 | 216 | 242 | 270 |
| Para los censos de 1962 a 1999 la población legal corresponde a la población sin duplicidades (Fuente: INSEE [Consultar]) |     |     |     |     |     |